# Музична академія Ігнація Падеревського в Познані
Музична академія ім. Ігнація Падеревського в Познані — вищий навчальний заклад музичного профілю. Заснована 1920 року і займає будівлю колишнього Будинку євангелістів, збудовану в 1908 році.  З 1981 має ім'я Ігнація Падеревського. 2006 року відкрита Нова зала музичної академії, що отримала нагороду «Будівлі 2006 року».

## Структура
Заклад має такі відділення:
1. Композиції, диригування і теорії музики
2. Інструментальний
3. Вокальний
4. Хоровий
5. Струнних інструментів, в тому числі лютні.

Також є філіали академії в Щецині. Раз на п'ять років Музична академія проводить усепольський конкурс альтистів імені Яна Раковського.

## Відомі педагоги
Нуна Млодзейовська-Щуркевичова (1884—1958) — польська актриса театру, режисерка, декан драматичного відділу (1920—1935), уродженка Житомира.

## Відомі випускники
- Шемет Ярослав Юрійович (нар. 1996) — український диригент і педагог.